# Diane Ravitch

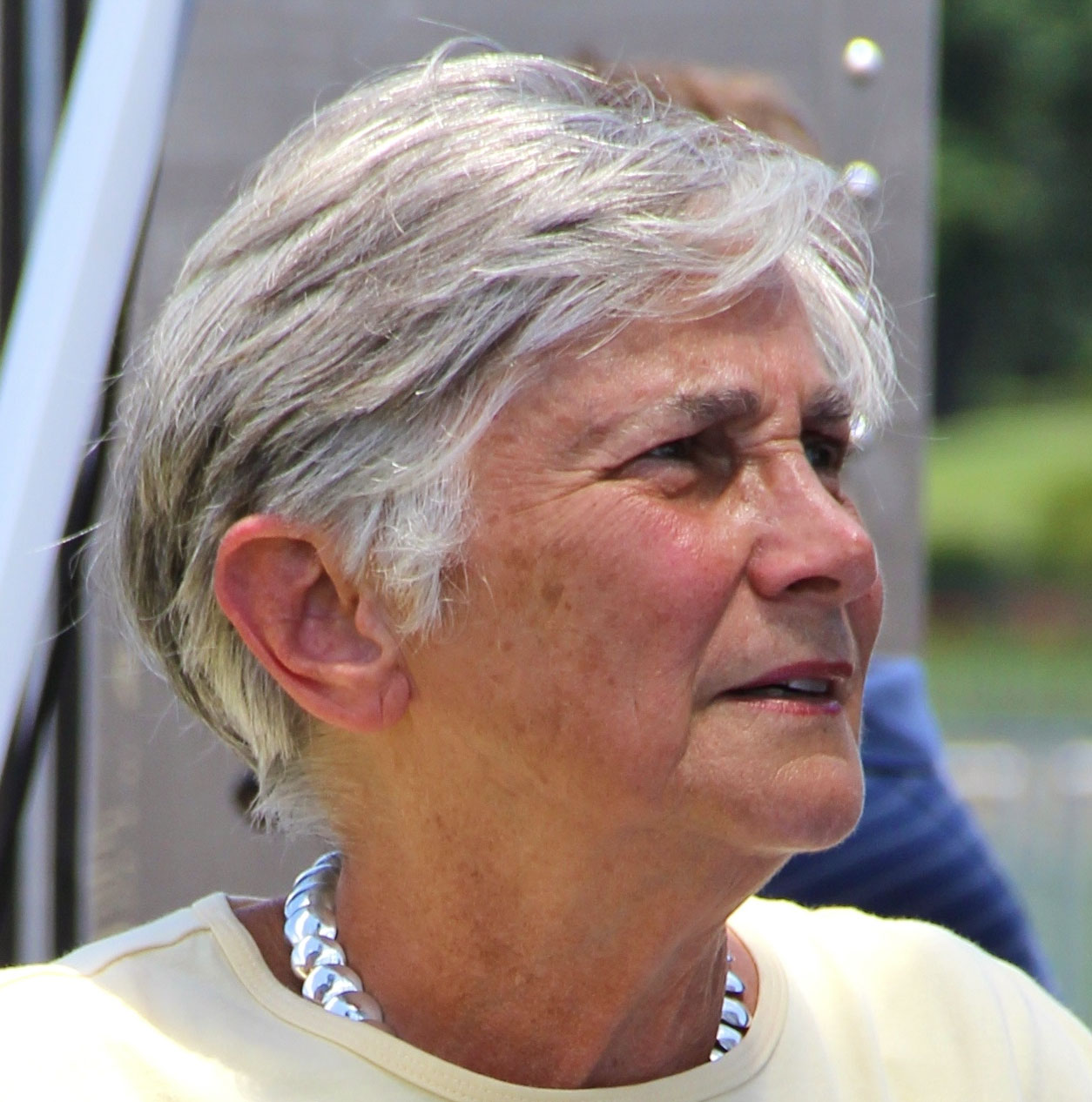
Diane Ravitch, vor 2014

Diane Silvers Ravitch (geboren am 1. Juli 1938 in Houston, Texas) ist eine Bildungshistorikerin und Professorin an der State University of New York.

## Leben und Werk
Diane Ravitch wuchs in einer jüdischen Familie auf, besuchte das Wellesley College und studierte an der Columbia University bis zur Promotion 1975, wo sie mit dem Teachers College und dessen Präsidenten Lawrence A. Cremin zusammenarbeitete. Von den US-Präsidenten George Bush und Bill Clinton wurde sie in öffentliche Ämter berufen: als Assistant Secretary of Education unter Secretary of Education Lamar Alexander von 1991 bis 1993. Dessen Nachfolger Richard Riley ernannte sie zum Mitglied im National Assessment Governing Board, das das National Assessment of Educational Progress überwacht, von 1997 bis 2004. Von 1995 bis 2005 hatte sie den Brown Chair in Education Studies an der Brookings Institution inne. Sie lehrte zuletzt an der Steinhardt School of Culture, Education, and Human Development.
Während der 1980er Jahre begann sie freiwillige nationale Bildungsstandards in Verbindung mit Tests zu fordern. Von ihr stammen wichtige Arbeiten (1995) über die Bildungsstandards. Sie kam in Kontakt mit der Core Knowledge Bewegung von Eric Donald Hirsch. Während ihrer Zeit in der Regierung wurde sie mit der Entwicklung nationaler Bildungsstandards beauftragt. Sie kritisierte die Entwicklung des US-Schulsystems (2000) durch den schlechten Einfluss des US-Pädagogen John Dewey, der den formalen Unterricht unterschätzt habe. Gerade die Kinder aus bildungsfernen Schichten würden unter den Schulreformen leiden, weil sie auf die Voraussetzungen der progressiven Erziehung nicht eingestellt seien. Gegen die Bevorzugung von Projektunterricht und Begrenzung der Lehrerrolle auf Moderatorenfunktion formulierte sie: „Es sind die armen Kinder, die darunter leiden, wenn sie keine guten Lehrer haben.“
Doch änderte sie 2007 ihre Meinung zu den Komponenten des freien Marktes in der Bildungsreform (Empfehlung von Privatschulen, Schließung wenig erfolgreicher Schulen, Lehrerbezahlung nach Erfolgsquote), forderte aber mit Hirsch weiter ein festes Curriculum. Seit 2010 (The Death and Life of the Great American School System) wurde sie zur Aktivistin gegen Bildungsungerechtigkeit, die einen vielbesuchten Blog betreibt. Gegen ihre ehemalige Unterstützung von mehr nationalen Tests in den Schulen hält sie diese nun für von kleinen Interessengruppen für gesteuert. Ebenso tritt sie gegen die Privatisierung des öffentlichen Schulsektors ein, die etwa die ehemalige Bildungsministerin Betsy DeVos unter Präsident Trump unterstützte. Sie hält Armut und Rassentrennung für die größten Bildungsprobleme in den USA.
Im Buch The Great School Wars (1974) beschrieb sie die Geschichte der öffentlichen Schulen von New York City mit wechselnden Phasen von Zentralisierung und Dezentralisation. Sie verknüpfte periodische Kontroversen über die öffentliche Erziehung mit Einwanderungswellen.
Das Buch The Language Police (2003) war eine Kritik an Versuchen linker wie rechter Gruppen, ihren Auffassungen zuwiderlaufende Studien und Meinungsäußerungen zu verhindern.
1985 wurde Ravitch in die American Academy of Arts and Sciences gewählt. 2014 erhielt sie den Grawemeyer Award für Education.
Ravitch war zunächst von 1960 bis zur Scheidung 1986 mit dem Unternehmer und Politiker Richard Ravitch verheiratet und hat mit ihm zwei Kinder. Seit 2012 ist sie mit Mary Buzz verheiratet, mit der sie seit 1988 zusammenlebt.

## Schriften
- The Great School Wars: New York City, 1805–1973 (1974, neue Aufl. 1988, 2000) ISBN 0-8018-6471-2
- The Revisionists Revised: A Critique of the Radical Attack on the Schools (1978) ISBN 0-465-06943-6
- Schools in Cities: Consensus and Conflict in American Educational History (1983) ISBN 0-8419-0850-8
- National Standards in American Education: A Consumer's Guide (1995) ISBN 0-8157-7352-8
- New Schools for a New Century: The Redesign of Urban Education (1997) ISBN 0-300-07874-9
- Left Back: a Century of Failed School Reforms  (2000) ISBN 978-0684844176
- The Language Police: How Pressure Groups Restrict What Students Learn (2003) ISBN 0-375-41482-7
- Forgotten Heroes of American Education: The Great Tradition of Teaching Teachers (2006) ISBN 1-59311-448-6
- The Death and Life of the Great American School System: How Testing and Choice Are Undermining Education (2010) ISBN 978-0-465-01491-0
- Reign of Error: The Hoax of the Privatization Movement and the Danger to America's Public Schools (2013) ISBN 978-0385350884

## Einzelbelege
1. ↑  Daniel Scholl: Sind die traditionellen Lehrpläne überflüssig?: Zur lehrplantheoretischen Problematik von Bildungsstandards und Kernlehrplänen. Springer-Verlag, 2009, ISBN 978-3-531-91222-6 (google.de [abgerufen am 19. Juni 2020]).
2. ↑  Jürgen Oelkers: John Dewey und die Pädagogik. Beltz, 2009, ISBN 978-3-407-85886-3, S. 304.
3. ↑  Book of Members 1780–present, Chapter R. (PDF; 503 kB) In: amacad.org. American Academy of Arts and Sciences, abgerufen am 9. Oktober 2023 (englisch).
4. ↑  Condé Nast: Public Defender. 12. November 2012, abgerufen am 31. Oktober 2021 (amerikanisches Englisch).

| Personendaten    | Personendaten                     |
| ---------------- | --------------------------------- |
| NAME             | Ravitch, Diane                    |
| ALTERNATIVNAMEN  | Ravitch, Diane Silvers            |
| KURZBESCHREIBUNG | US-amerikanische Bildungsexpertin |
| GEBURTSDATUM     | 1. Juli 1938                      |
| GEBURTSORT       | Houston, Texas                    |